# Archangielski Okręg Wojskowy
Archangielski Okręg Wojskowy (ros. Архангельский военный округ, Архангельский ВО, АрхВО) – ogólnowojskowy, operacyjno-terytorialny związek Sił Zbrojnych ZSRR istniejący w latach 1940–1944 i 1946–1951.

## I formowanie
Okręg został sformowany zgodnie z rozkazem Ludowego Komisariatu Obrony Nr 0013 z 26 marca 1940 na terytorium obwodu archangielskiego i wołogodskiego oraz radzieckiej republiki autonomicznej Komi. Dowództwo okręgu powołano w oparciu o dowództwo rozformowanej 15 Armii i rozformowanego Zarządu Zastępcy Dowódcy Wojsk Leningradzkiego Okręgu Wojskowego do spraw Zaopatrzenia Materiałowego. Sztab okręgu miał siedzibę w Archangielsku.
W czasie II wojny światowej w okręgu przygotowywano rezerwy dla armii frontowych, sformowano 28 i 39 Armię. Ponadto siły okręgu zabezpieczały obronę wybrzeża Morza Białego, konwoje i miejsca za- i wyładunku w portach. Rozkazem Ludowego Komisarza Obrony z 15 grudnia 1944 (1 stycznia 1945) okręg przemianowano na Białomorski Okręg Wojskowy (III formowania).

## II formowanie
Okręg został powtórnie sformowany postanowieniem Rady Komisarzy Ludowych ZSRR z 29 stycznia 1946 (15 lutego 1946) na tym samym terytorium na bazie dowództwa 2 Armii Uderzeniowej, z siedzibą dowództwa w Archangielsku. 1 lipca 1951 (29 czerwca 1951) okręg przemianowano na Białomorski Okręg Wojskowy.

## Dowództwo
Dowódcy:
- komandarm II rangi Władimir Kurdiumow (26 marca 1940 – kwiecień 1940);
- komandarm II rangi (od 4 czerwca 1940 – generał porucznik) Wasilij Kaczałow (11 kwietnia 1940, rozkaz LKO 02581 – czerwiec 1941);
- generał porucznik Władimir Romanowski (czerwiec 1941 – marzec 1942);
- generał porucznik Trifon Szewałdin (marzec 1942 – 15 grudnia 1944)
- generał porucznik Iwan Fiediuninski (15 lutego 1946 – luty 1947)
- generał porucznik Władimir Szczerbakow (luty 1947 – maj 1949);
- generał pułkownik Walerian Frołow (maj 1949 – 29 czerwca 1951);

Członek Rady Wojskowej:
- komisarz korpusu Nikołaj Waszugin (26 marca 1940 – kwiecień 1940);
- komisarz korpusu (od 1940) Nikołaj Klemientjew (8 maja 1940, rozkaz LKO 01994 – 15 stycznia 1941);
- komisarz brygady (brigkom) (od 1940) Wasilij Koliesnikow (17 lutego 1941 – czerwiec 1941);
- generał major (od 1940) Pawieł Jegorow (od 14 czerwca 1940, rozkaz LKO 02601);
- komisarz brygady (brigkom), generał major W.W. Jefriemow (sierpień 1941 – październik 1943);
- generał major Ł.M. Czumakow (październik 1943 – 15 grudnia 1944);
- generał major N.I. Szabalin (kwiecień – sierpień 1946);
- generał porucznik Wasilij Syczow (sierpień 1946 – lipiec 1949);
- generał major Siemion Wasiagin (sierpień 1949 – kwiecień 1950);
- generał major A.G. Zubow (lipiec 1950 – kwiecień 1951);
- generał porucznik W.K. Szmanienko (kwiecień 1951 – 29 czerwca 1951);

Szef sztabu:
- pułkownik Piotr Iwanow (26 marca 1940 – kwiecień 1940);
- pułkownik Nikołaj Anisimow (kwiecień 1940 – 13 czerwca 1940);
- generał major Pawieł Jegorow (14 czerwca 1940 – czerwiec 1941);
- kombrig, generał major Dmitrij Grigorjew (czerwiec 1941 – maj 1943);
- generał major Aleksandr Zabałujew (grudzień 1943 – lipiec 1944);
- generał major Nikołaj Pastuszychin (lipiec 1944 – 15 grudnia 1944);
- generał porucznik Samuił Rogaczewski (kwiecień 1946 – marzec 1949);
- generał major G.F. Woroncow (marzec 1949 – luty 1950);
- generał porucznik A.K. Kondratjew (luty 1950 – 29 czerwca 1951)[3].